# Bojsno
Bojsno este o localitate din comuna Brežice, Slovenia, cu o populație de 205 locuitori.